# Koba Davitashvili
Pour les articles homonymes, voir Davitashvili.
Koba Davitachvili (en géorgien : კობა დავითაშვილი),  né le 31 juillet 1971 à Tbilissi et mort le 2 décembre 2020 dans la même ville, est un homme politique géorgien.

## Biographie
Davitachvili a obtenu un diplôme en droit international de l'université technique de Géorgie. En 1993, Davitachvili commande une unité d'artillerie pendant la guerre d'Abkhazie. Il travaille ensuite comme conseiller juridique et en 1995, il est le vice-président du département juridique de la commission électorale centrale.
Il est membre du conseil municipal de Tbilissi entre 1998 et 1999. Il est élu au Parlement de Géorgie en 1999 et devient le chef du groupe de réformateurs (qui comprend Mikheil Saakachvili, Zourab Jvania ou Vano Merabichvili) au sein de l'Union des citoyens de Géorgie (SMK) d'Edouard Chevardnadze. En octobre 2001, Saakachvili décide de quitter le SMK pour créer son propre parti, le Mouvement d'unité nationale (ENM) et Davitachvili en devient l'un des dirigeants. Il s'éloigne peu à peu de Saakachvili et ne participe pas à la « Révolution des Roses » qui renverse Chevardnadze et met Saakachvili au pouvoir. Davitachvili est tabassé par des proches d'Aslan Abachidze en 2004 pendant la crise politique entre la Géorgie et l'Adjarie. Il est élu au Parlement de Géorgie en 2004 et quitte l'ENM pour rejoindre le Parti conservateur de Géorgie, alors dans l'opposition.
Davitachvili démissionne ensuite de son siège de parlementaire pour se présenter à l'élection municipale de Tbilissi. Accusé d'avoir vendu des sièges au sein du Parti conservateur, il quitte ce parti et créé le Parti populaire.[réf. nécessaire]
En 2006, Davitachvili est élu au conseil municipal de Tbilissi
Davitachvili participe aux manifestations antigouvernementales de 2007. En novembre, il est sévèrement battu par les forces de police et hospitalisé dans un état grave.
En 2010, il est battu dans un scrutin uninominal à un tour sur la circonscription de Didube 1 pour l'élection municipale de Tbilissi mais il reste élu au conseil municipal avec le scrutin proportionnel, sur la liste du Conseil national.
Il rejoint la coalition Rêve géorgien en 2012 et se trouve en 11e position sur la liste de la coalition pour les élections législatives géorgiennes de 2012.
Il meurt le 2 décembre 2020 après deux semaines sous ventilation artificielle, après un diagnostic de spondylarthrite ankylosante.